# Nakagin Capsule Tower
Nakagin Capsule Tower (яп. 中銀カプセルタワー, Вежа-капсула Нагакін) — тринадцятиповерхова будівля змішаного використання (житлове та офісне), зведена за проектом японського архітектора Кісьо Курокави в кварталі Сінбасі особливого району Мінато міста Токіо (Японія).
Побудована в 1972 році будівля є рідкісним прикладом японського метаболізму — руху, який став символом повоєнного культурного відродження Японії, а також символом технологічних амбіцій країни. Будинок став першим у світі втіленням «капсульної» архітектури для практичних цілей. Знесена в 2022 році.

## Проектування, будівництво, використання
Будівля фактично складається з двох взаємопов'язаних бетонних веж (11-ти та 13-ти поверхів), в яких розміщується 140 збірних модулів (або «капсул»). Кожен з модулів є автономною одиницею, квартирою або офісом. Капсули можуть бути пов'язані і об'єднані задля створення більшого простору. Кожна капсула приєднана до однієї з двох головних веж лише чотирма високоміцними болтами.

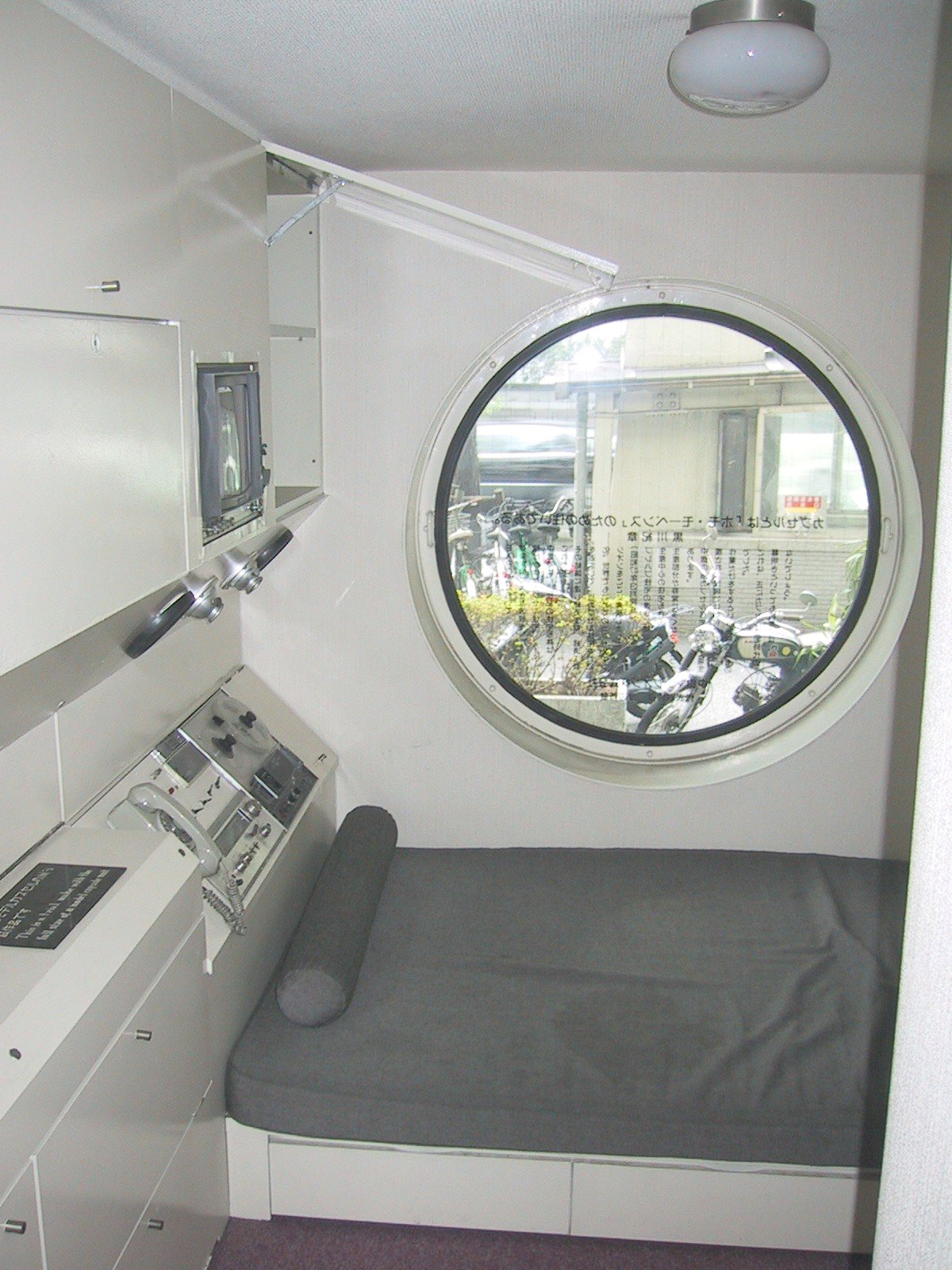
Усередині однієї з капсул на першому поверсі будівлі «Nakagin Capsule Tower» (2004 рік).

15 квітня 2007 року мешканці будинку, пославшись на обмежені умови, а також на заклопотаність з приводу вмісту в конструкціях будівлі азбесту, проголосували за знесення будівлі і заміни її на більш місткі та сучасні вежі. Заради збереження свого творіння Курокава пропонував реконструювати будівлю. План реконструкції підтримали основні архітектурні асоціації Японії, в тому числі Японський інститут архітектури.